# Muhàmmad XII
Abu-Abd-Al·lah Muhàmmad o Muhàmmad XII de Granada (Granada, 1452 - Fes, 1528), conegut pels cristians com Boabdil, va ser el darrer rei musulmà de Granada pertanyent a la dinastia nassarita.

## Biografia

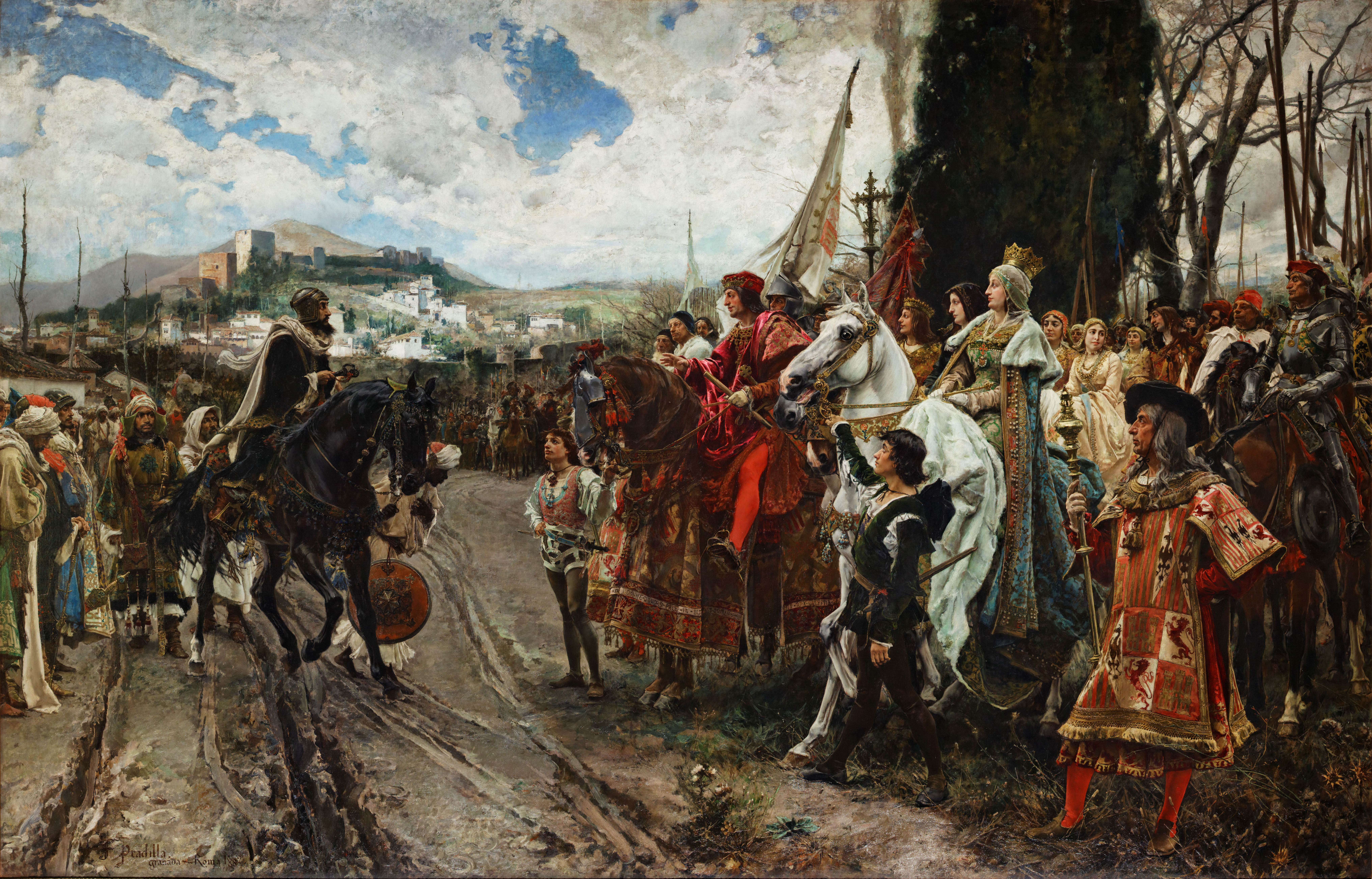
La Capitulación de Granada, de Francisco Pradilla y Ortiz (1882). Boabdil entrega les claus de Granada als Reis Catòlics

Era nascut a l'Alhambra i fill d'Abu-l-Hàssan Alí ibn Sad i la reina Àïxa. Quan va esclatar el conflicte entre el rei i els Banu Sarraj (coneguts a les cròniques castellanes com Banu Sarraj) després del 1470, el jove Boabdil (uns 18 anys) i la seva mare la reina Àïxa van prendre partit per aquestos, i en canvi la favorita del rei, Zoraida o Soraya es decantava per l'altre partit, els zeyrites. El 1482 hi va haver lluites amb el Regne de Castella per la possessió de Castellar de Santisteban en què els musulmans foren rebutjats i els castellans en el contraatac van ocupar l'estratègica Alhama (al-Hamma, febrer de 1482); Muley Hacen (Abu-l-Hàssan Alí) va tractar de recuperar-la però els seus intents no van reeixir. Esclataren aldarulls a Granada quan el poble va sortir al carrer per protestar per la pèrdua d'Alhama, i Muley Hacen, va ordenar empresonar-lo juntament amb Àïxa, però el príncep va poder fugir a Guadix.
Llavors els Banu Sarraj, i el poderós i influent Yússuf ibn Kumaixa (Abencomixa) es va revoltar i van proclamar rei a Boabdil el Noi (Abu Abd Al·lah Muhàmmad) a Guadix, avançant cap a Granada. Davant l'atac castellà a Loja el pare i el fill van pactar una treva i el rei va marxar a Loja on va derrotar i rebutjar als cristians (meitat de juliol) i els va empaitar fins a Riofrío i es va apoderar de Cañete, però fou altre cop rebutjat a Alhama. Boabdil no va respectar la treva i va arribar a Zahara (26 de desembre) i va aprofitar la situació per entrar a Granada proclamant-se rei (Muhàmmad XII). Muley Hacen es va establir llavors a Màlaga on va rebre el suport del seu germà Muhàmmad az-Zaghal i dominant la part oriental amb Almeria (mentre Boabdil dominava la part occidental amb Ronda, i fins a Granada i Guadix).
Muley Hacen va combatre amb els castellans que havien envaït el seu territori i que foren derrotats pels seus generals, Ridwan Venegas i Abu-l-Qàssim, a l'Axarquía, la comarca a l'est de Màlaga (els castellans estaven manats per Alonso de Cardenas). Boabdil per emular el triomf del seu pare i guanyar suport entre la població, va fer un temerari atac contra Lucena (a mig camí entre Granada i Sevilla) amb 1500 cavallers i 700 infants i va assetjar la ciutat però van arribar reforços manats pel comte de Cabra que van derrotar els granadins i van fer presoner a Boabdil (23 d'abril de 1483) i van derrotar a les restes de l'exèrcit a la Plana de Marín González. Llavors Muley Hacen va poder retornar a Granada on fou reconegut novament.
La reina Àïxa va negociar amb Castella l'alliberament del seu fill a canvi de ser vassall de Castella, pagar un tribut de dotze mil dobles d'or anuals i alliberar a tres mil captius cristians, i a més permetre el pas lliure d'exèrcits cristians per les seves terres per combatre a Muley Hacen i a Az-Zaghal. Els castellans el van alliberar i es va presentar a Granada on els Banu Sarraj van organitzar la revolta; es va combatre durant dos dos dies i finalment es va arribar a un acord: Muley Hacen conservava el tron a Granada però cedia Almeria a Boabdil com a rei.
El 1485 Az-Zaghal, ja rei com Muhàmmad XIII, va atacar Almeria d'on Boabdil va fugir i es va refugiar a Còrdova que era territori castellà. Els Reis Catòlics (el matrimoni que regia a Castella i a Catalunya-Aragó) el van reconèixer com a rei a Vélez-Blanco. Va esclatar la guerra civil que va durar 50 dies i finalment es va decidir un repartiment del regne (principis de 1486): Muhàmmad XIII tindria l'Alhambra, Almeria, Màlaga, Vélez-Màlaga, Almuñécar i les Alpujarras; Boadil es quedava amb el barri de l'Albaicín i la major part de Granada, i Loja. Aquest tractat no fou aprovat pels Reis Catòlics que van ocupar Cártama, Ronda, Marbella, i van assetjar Loja; Boabdil va anar en defensa de la ciutat però fou derrotat i va resultar ferit prop de Loja que fou ocupada pels castellans junt amb Moclín. La fortalesa de Loja, on Boabdil s'havia refugiat, es va haver de rendir (26 de maig de 1486). Els castellans li van retirar el títol de rei però li van donar el de duc de Guadix amb la condició de fer la guerra al seu oncle al-Zaghal contra el que els castellans van seguir la guerra. Aprofitant un atac castellà a Vélez-Màlaga, ciutat que al-Zaghal va anar a defensar, Boabdil es va apoderar de l'Alhambra i es va proclamar rei únic.
Els castellans van fer la guerra a al-Zaghal mentre Boabdil restava gairebé al marge. Az-Zaghal finalment va marxar cap a Orà el 1490 i Boabdil va quedar enfrontat als castellans amb el setge de Granada pels Reis Catòlics. El 8 de juliol de 1491 es lliurava la batalla de la Cartoixa de Granada en què fou derrotat i el 5 d'octubre es va fixar una treva de 40 dies per la qual el rei s'obligava a rendir-se si no rebia cap ajuda (havia demanat auxili als mamelucs egipcis). El 25 de novembre finalment va anar al campament cristià de Santa Fe on va signar la capitulació i el 2 de gener de 1492 va sortir de Granada i va entregar la ciutat. Es va acollir als seus drets en qualitat de mudèjar i va marxar a les seves terres a les Alpujarras. Els Reis Catòlics van entrar a Granada el dia 6 de gener.
Segons una llegenda què no està testimoniada ni es recull en cap document, Boabdil, en eixir de Granada camí de Las Alpujarras, quan coronava una muntanya, va tornar el cap per a veure la seua ciutat per darrera vegada i va plorar, escoltant de la seua mare la sultana Àïxa: "no ploris com una dona el que no saberes defensar com un home".
En el seu exili en les Alpujarras va instal·lar-se a la població de Laujar de Andarax (avui a Almeria), sent aquesta la seua darrera residència en la península abans d'anar definitivament cap al Marroc. Allí va morir a Fes en una data que alguns situen el 1528 i altres el 1533/1534. El 1617 els seus descendents seguien a Fes i vivien a la misèria.